# Sydkysten Gymnasium
Sydkysten Gymnasium er et gymnasium med de tre gymnasieretninger htx, hhx og stx.
Sydkysten Gymnasium er beliggende i Ishøj. Gymnasiet har siden 2016 været en del af NEXT Uddannelse København.

## Historie
NEXT Uddannelse København blev etableret i 2016 efter en fusion mellem Københavns Tekniske Skole og CPH West.
Målsætningen med fusionen var at tilbyde hele paletten af ungdomsuddannelser, og på den måde give unge i Storkøbenhavn mulighed for at få en attraktiv uddannelse, tæt på hvor de bor og tilpasset den enkelte.